# Sandnessjøen
Sandnessjøen est le centre de la municipalité d'Alstahaug dans le comté du Nordland, en Norvège, peuplé de 5 716 habitants. Situé sur l'île d'Alsten, qui culmine à 1 072 m, il est une escale de l'Hurtigruten.

## Description
Sandnessjøen a obtenu des privilèges commerciaux spéciaux à la fin des années 1600 et elle a reçu le statut de ville en 1999. Sandnessjøen est située sur l'île d'Alsta, juste à l'ouest de la chaîne de montagnes De syv søstre. 
L'aéroport de Sandnessjøen est situé au sud de la ville. À partir de fin juin 2011, la compagnie aérienne régionale Widerøe a lancé des vols directs en été entre l'aéroport de Sandnessjøen et l'aéroport d'Oslo-Gardermoen.